# قائمة مقاطعات كونيتيكت

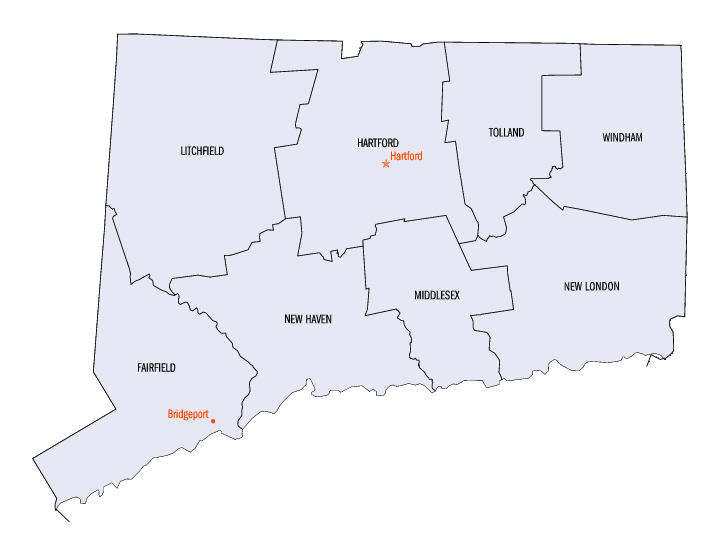
Connecticut-counties-map

قائمة مقاطعات ولاية كونيتيكت الأمريكية: تضم الولاية حاليا ثمانية مقاطعات، تم إنشاء أربعة منها في عام 1666، خلال التوحيدالأول لمستعمرة كونيتيكت من عدد من المستعمرات الصغيرة. تم إنشاء مقاطعتين خلال الحقبة الاستعمارية، وأسست مقاطعتين، ميدلسكس وتولاند، بعد الاستقلال الأمريكي (في عام 1785).تحمل ستة من المقاطعات أسماء لمواقع في إنجلترا.، حيث نشأ العديد من مستوطنين في كونيتيكت.
على الرغم من أن كونيتيكت تنقسم إلي مقاطعات، فلا توجد حكومات علي مستوي المقاطعة (حكومة المقاطعة) وتتكون الحكومة المحلية في المدن والبلدات.ألغيت حكومات المقاطعات في ولاية كونيتيكت في عام 1960، على الرغم من أن الأسماء لا تزال تستخدم لأغراض جغرافية. ومع ذلك، لا تزال تستخدم المقاطعات من قبل الولاية لتنظيم النظام القضائي وصلاحيات نظام المارشال. تلتزم السلطات القضائية للمحاكم في ولاية كونيكتيكت حدود المقاطعة، باستثناء مقاطعات فيرفيلد، هارتفورد ونيو هافن، والتي تم تقسيمهم إلى مزيد من الولايات قضائية (المحاكم).

## قائمة المقاطعات الحالية
| مقاطعة          | FIPS | مقر المقاطعة                                                           | تاريخ التأسيس | تاريخ التأسيس                                                         | المنشأ                                                                                              | تعداد السكان | المساحة                   | الخريطة                                           |
| --------------- | ---- | ---------------------------------------------------------------------- | ------------- | --------------------------------------------------------------------- | --------------------------------------------------------------------------------------------------- | ------------ | ------------------------- | ------------------------------------------------- |
| مقاطعة فيرفيلد  | 001  | فيرفيلد (1666-1853) بريدجبورت (1853-1960)                              | 1666          | واحدة من الأربعة مقاطعات الأصلية التي تم إنشاؤها في في ولاية كونيتيكت | من مئات الهكتارات من المستنقعات المالحة التي يحدها الساحل.                                          | 916,829      | 626 ميل مربع (1,620 كـم2) | Map of Connecticut highlighting Fairfield County  |
| مقاطعة هارتفورد | 003  | هارتفورد (1666-1960)                                                   | 1666          | واحدة من الأربعة مقاطعات الأصلية التي تم إنشاؤها في في ولاية كونيتيكت | تم تسميتها باسم مقاطعة هيرتفوردشاير في المملكة المتحدة                                              | 894,014      | 736 ميل مربع (1,910 كـم2) | Map of Connecticut highlighting Hartford County   |
| مقاطعة ليتشفيلد | 005  | ليتشفيلد (1751-1960)                                                   | 1751          | تم أنشاها من أجزاء من مقاطعات فيرفيلد وهارتفورد ونيو هيفن             | تم تسميتها باسم مدينة ليتشفيلد في المملكة المتحدة                                                   | 189,927      | 920 ميل مربع (2,400 كـم2) | Map of Connecticut highlighting Litchfield County |
| مقاطعة ميدلسكس  | 007  | ميدلتاون (1785-1960)                                                   | 1785          | تم أنشاها من أجزاء من مقاطعات وهارتفورد ونيو لندن                     | تم تسميتها باسم مقاطعة ميدلسكس السابقة في المملكة المتحدة                                           | 165,676      | 369 ميل مربع (960 كـم2)   | Map of Connecticut highlighting Middlesex County  |
| مقاطعة نيو هيفن | 009  | نيو هيفن (1666-1960)                                                   | 1666          | واحدة من الأربعة مقاطعات الأصلية التي تم إنشاؤها في في ولاية كونيتيكت | تم تسميتها باسم مستعمرة نيو هيفن، التي تأسست كملاذ للبيوريتانية يمكن فيه أن تكون خالية من الاضطهاد. | 862,477      | 606 ميل مربع (1,570 كـم2) | Map of Connecticut highlighting New Haven County  |
| مقاطعة نيو لندن | 011  | نيو لندن (1666-1960)                                                   | 666           | واحدة من الأربعة مقاطعات الأصلية التي تم إنشاؤها في في ولاية كونيتيكت | علي اسم لندن في المملكة المتحدة                                                                     | 274,055      | 666 ميل مربع (1,720 كـم2) | Map of Connecticut highlighting New London County |
| مقاطعة تولاند   | 013  | تولاند (1785-1889) روكفيل (1889-1960)                                  | 1785          | تم أنشاها من أجزاء من مقاطعات وهارتفورد وويندهام                      | علي اسم قرية تولاند، سومرست، في المملكة المتحدة                                                     | 152,691      | 410 ميل مربع (1,100 كـم2) | Map of Connecticut highlighting Tolland County    |
| مقاطعة ويندهام  | 015  | ويندهام (1726-1819) بروكلين (1819-1895) ويليمانتيك وبوتنام (1895-1960) | 1726          | تم أنشاها من أجزاء من مقاطعات وهارتفورد ونيو لندن                     | علي اسم ويندهام (الآن وينهام) في ساسكس، انجلترا                                                     | 118,428      | 513 ميل مربع (1,330 كـم2) | Map of Connecticut highlighting Windham County    |

## مقاطعات سابقة
- مقاطعة ترمبول (أوهايو)
- مقاطعة ويستمورلاند (كونيتيكت)